# Ficedula nigrorufa
Ficedula nigrorufa е вид птица от семейство Muscicapidae. Видът е почти застрашен от изчезване.

## Разпространение
Разпространен е в Индия.